# 国防省 (シンガポール)
国防省（こくぼうしょう、英語: Ministry of Defence、MINDEF、中国語: 新加坡国防部、マレー語: Kementerian Pertahanan、タミル語: தற்காப்பு அமைச்சு）は、シンガポールの省のひとつ。シンガポール軍に関する業務を担当する。内務・防衛省を分割して設立された。2007年現在の雇用者数は1,525人。

## 歴代国防相
国防省はシンガポール内閣の一員である国防大臣の統制下にある。
| 肖像 | 氏名                 | 就任日        | 退任日        | 所属政党   | 首相                              |
| ---- | -------------------- | ------------- | ------------- | ---------- | --------------------------------- |
|      | ゴー・ケン・スウィー | 1965年8月9日  | 1967年8月16日 | 人民行動党 | リー・クアンユー                  |
|      | リム・キン・サン     | 1967年8月16日 | 1970年8月10日 | 人民行動党 | リー・クアンユー                  |
|      | ゴー・ケン・スウィー | 1970年8月11日 | 1979年2月11日 | 人民行動党 | リー・クアンユー                  |
|      | ホウェ・ユン・チョン | 1979年2月12日 | 1982年5月31日 | 人民行動党 | リー・クアンユー                  |
|      | ゴー・チョクトン     | 1982年6月1日  | 1991年6月30日 | 人民行動党 | リー・クアンユー                  |
|      | ヨ・ニン・ホン       | 1991年7月1日  | 1994年7月1日  | 人民行動党 | ゴー・チョクトン                  |
|      | リー・ブン・サン     | 1994年7月2日  | 1995年8月1日  | 人民行動党 | ゴー・チョクトン                  |
|      | トニー・タン         | 1995年8月2日  | 2003年8月1日  | 人民行動党 | ゴー・チョクトン                  |
|      | テオ・チー・ヘン     | 2003年8月2日  | 2011年5月20日 | 人民行動党 | ゴー・チョクトン リー・シェンロン |
|      | ング・エン・ヘン     | 2011年5月21日 | 2025年5月23日 | 人民行動党 | リー・シェンロン                  |
|      | チャン・チュンシン   | 2025年5月23日 | 現職          | 人民行動党 | リー・シェンロン                  |